# IMI/IWI Jericho 941
La Jericho 941 o Baby Desert Eagle (en Estados Unidos) es una pistola semiautomática de acción simple desarrollada por IMI Systems y por Israel Weapon Industries (IWI) y que fue introducida al mercado en 1990 como la Jericho 941. Introducida en los Estados Unidos en 1990 por el comercializador de armas local K.B.I., Inc. (De Harrisburg, Pensilvania), luego fue importada por O.F. Mossberg & Sons y denominada como Uzi Eagle por este importador, también es a veces llamada Mágnum o Baby Eagle por otro importador: Magnum Research Inc., hasta finales de 2008. A principios de 2009 hasta la quiebra de Charles Daly Firearms Inc el 29 de enero de 2010, K.B.I. Inc. reasume la importación llamándole como su fabricante: Jericho.

## Diseño y características
La pistola Jericho 941 está basada originalmente en un diseño checo, la pistola CZ Tactical Sport, que es diseñada y fabricada por Česká Zbrojovka Uherský Brod (Conocida como CZ simplemente) de la República Checa y construida usando partes suministradas por el fabricante de armas italiano Tanfoglio, que construyó y comercializó diversos clones de la CZ 75. Usando partes de diseños ya probados por la empresa israelí IMI Systems para prevenir los problemas comprobados con experiencias anteriores en pistolas, y subcontratando mucho del trabajo básico de fabricación a los italianos, le permiten al fabricante israelí el introducir rápidamente una pistola que satisface los requisitos de las Fuerzas de Defensa de Israel (FDI) de una manera más económica. La más simple e importante innovación realizada por el anterior fabricante del arma, la empresa IMI Systems, es ofrecer el arma con una diversidad de municiones así como con diferentes accesorios, los cartuchos como el .41 Action Express, se pueden usar en la Jericho 941. Las diferencias de desempeño balístico entre el cartucho 9 x 19 mm Parabellum y el .41 AE, que son considerados similares en desempeño, son generalmente consideradas nulas debido a sus diferentes especificaciones, mas no en cuanto a las diferencias físicas entre las armas calibradas para cada uno de éstos cartuchos. Pero las variedades calibradas para los cartuchos como el .38 Special o el .357 Magnum, al cartucho .41 AE lo refieren como a un "Cartucho para autocargador de tipo Magnum".
Deasfortunadamente el .41 AE no ha sido tan exitoso como se lo estimó inicialmente en el mercado de armas; justo como ocurre con el calibre de 10 mm, que prontamente fue descontinuado de las existencias.
Las experiencias con cartuchos de mayor calibre hechas por la empresa IMI Systems posiblemente fueron una considerable pérdida de tiempo, pero de algún modo el hecho de recalibrar el arma para el cartucho .40 S&W demostró no ser un error, y luego se recalibró al también popular cartucho .45 ACP. Los entusiastas de las armas de fuego pronto encontraron al arma como precisa y muy fiable, aparte de ser un diseño muy compacto, ligero y es una arma de gran calibre y una pistola con un cargador de doble hilera, que mantiene una postura natural para el apuntado, dado el ángulo de inclinación del mango del arma. El diseño de la pistola Jericho 941 ha sido modificado para incluir un rail "Picatinny", que le permite instalar los diferentes accesorios en el arma y diversos mecanismos, así como montar puntos de mira láser o linternas tácticas, esta última es una adaptación muy popular en muchas pistolas actuales.

## Variantes

### Con armazón metálica
| | Tamaño normal                                                               | Tamaño normal                          | Semicompacta                                                                | Semicompacta                           | Semicompacta                             | Compacta                                | Compacta                               |
| Munición | 9 x 19 Parabellum                                                           | .40 Smith & Wesson                     | 9 x 19 Parabellum                                                           | .40 Smith & Wesson                     | .45 ACP                                  | 9 x 19 Parabellum                       | .40 Smith & Wesson                     |
| Modelo y referencia por fabricante |                                                                             |                                        |                                                                             |                                        |                                          |                                         |                                        |
| Israel Weapon Industries/Israeli Weapons Industry* | 941 F/R (16/15 + 1 bala en la recámara)                                     | 941 F/R (12 + 1 bala en la recámara)   | 941 FS/RS (16/15 + 1 bala en la recámara)                                   | 941 FS/RS (12 + 1 bala en la recámara) | 941 FS/RS (10 + 1 bala en la recámara)   | 941 FB/RB (13 + 1 bala en la recámara)  | 941 FB/RB (10 + 1 bala en la recámara) |
| Referencia de Magnum Research* | MR9900 (10 + 1 bala en la recámara)*** MR9915R (15 + 1 bala en la recámara) | MR9400 (10 + 1 bala en la recámara)*** | MR9900RS (10 + 1 bala en la recámara) MR9915RS (15 + 1 bala en la recámara) | MR9400RS (10 + 1 bala en la recámara)  | MR4500RS (10 + 1 bala en la recámara)*** | MR9900RB (10 + 1 bala en la recámara)** | MR9400RB (10 + 1 bala en la recámara)  |
| Peso** |                                                                             |                                        |                                                                             |                                        |                                          |                                         |                                        |
| Pistola sin cargador | 1000 g (1 kg)                                                               | 900 g                                  | 900 g                                                                       | 900 g                                  | 1025 g                                   | 860 g                                   | 860 g                                  |
| Cargador vacío | 90 g                                                                        | 90 g                                   | 90 g                                                                        | 90 g                                   | 100 g                                    | 85 g                                    | 85 g                                   |
| Peso del cargador lleno | 282 g                                                                       | 258 g                                  | 282 g                                                                       | 258 g                                  | 310 g                                    | 250 g                                   | 230 g                                  |
| Dimensiones del arma (por piezas) |                                                                             |                                        |                                                                             |                                        |                                          |                                         |                                        |
| Longitud total | 207 mm                                                                      | 207 mm                                 | 184 mm                                                                      | 184 mm                                 | 184 mm                                   | 184 mm                                  | 184 mm                                 |
| Altura | 140 mm                                                                      | 140 mm                                 | 140 mm                                                                      | 140 mm                                 | 140 mm                                   | 125 mm                                  | 125 mm                                 |
| Ancho | 35 mm                                                                       | 35 mm                                  | 35 mm                                                                       | 35 mm                                  | 35 mm                                    | 35 mm                                   | 35 mm                                  |
| Largo del cañón | 112 mm                                                                      | 112 mm                                 | 90 mm                                                                       | 90 mm                                  | 90 mm                                    | 90 mm                                   | 90 mm                                  |
| Separación entre las miras | 150 mm                                                                      | 150 mm                                 | 134 mm                                                                      | 134 mm                                 | 134 mm                                   | 134 mm                                  | 134 mm                                 |
| *Acabados Opcionales Disponibles. **Los pesos pueden variar debido a la manufacturación y la Incorporación de los acabados opcionales disponibles. ***Listadas en las Publicaciones CA Roster of Handguns Certified for Sale del estado de California. |                                                                             |                                        |                                                                             |                                        |                                          |                                         |                                        |

### Con armazón de polímero
| | Tamaño normal                              | Tamaño normal                           | Semi-compacta                                                                   | Semi-compacta                            | Compacta                                  | Compacta                                  |
| Munición | 9 x 19 Parabellum                          | .40 Smith & Wesson                      | 9 x 19 Parabellum                                                               | .40 Smith & Wesson                       | 9 x 19 Parabellum                         | .40 Smith & Wesson                        |
| Referencia de modelo por fabricante. |                                            |                                         |                                                                                 |                                          |                                           |                                           |
| Israel Weapon Industries/Israeli Weapons Industry* | 941 FL/RL (16/15 balas + 1 en la recámara) | 941 FL/RL (12 balas + 1 en la recámara) | 941 SL/RSL (16/15 balas + 1 en la recámara)                                     | 941 SL/RSL (12 balas + 1 en la recámara) | 941 FBL/RBL (13 balas + 1 en la recámara) | 941 FBL/RBL (10 balas + 1 en la recámara) |
| Magnum Research | No Disponibles.                            | No Disponibles.                         | MR9900RSL (10 balas + 1 en la recámara) MR9915RSL (15 balas + 1 en la recámara) | MR9400RSL (10 balas + 1 en la recámara)  | MR9900BL (10 balas + 1 en la recámara)    | MR9400BL (10 balas + 1 en la recámara)    |
| Peso** |                                            |                                         |                                                                                 |                                          |                                           |                                           |
| Pistola sin el cargador | 800 g                                      | 800 g                                   | 740 g                                                                           | 740 g                                    | 680 g                                     | 680 g                                     |
| Cargador vacío | 90 g                                       | 90 g                                    | 90 g                                                                            | 90 g                                     | 80 g                                      | 80 g                                      |
| Cargador lleno | 282 g                                      | 275 g                                   | 282 g                                                                           | 275 g                                    | 250 g                                     | 230 g                                     |
| Dimensiones (por piezas) |                                            |                                         |                                                                                 |                                          |                                           |                                           |
| Longitud | 207 mm                                     | 207 mm                                  | 192 mm                                                                          | 192 mm                                   | 185 mm                                    | 185 mm                                    |
| Altura | 138 mm                                     | 138 mm                                  | 138 mm                                                                          | 138 mm                                   | 122 mm                                    | 122 mm                                    |
| Ancho | 38 mm                                      | 38 mm                                   | 38 mm                                                                           | 38 mm                                    | 38 mm                                     | 38 mm                                     |
| Largo del cañón | 112 mm                                     | 112 mm                                  | 96 mm                                                                           | 96 mm                                    | 89 mm                                     | 89 mm                                     |
| Separación entre miras | 156 mm                                     | 156 mm                                  | 141 mm                                                                          | 141 mm                                   | 134 mm                                    | 134 mm                                    |
| *Acabados Opcionales Disponibles. **Los Acabados Opcionales Disponibles pueden modificar y/o variar el desempeño y/o medidas del arma de acuerdo a su escala. |                                            |                                         |                                                                                 |                                          |                                           |                                           |

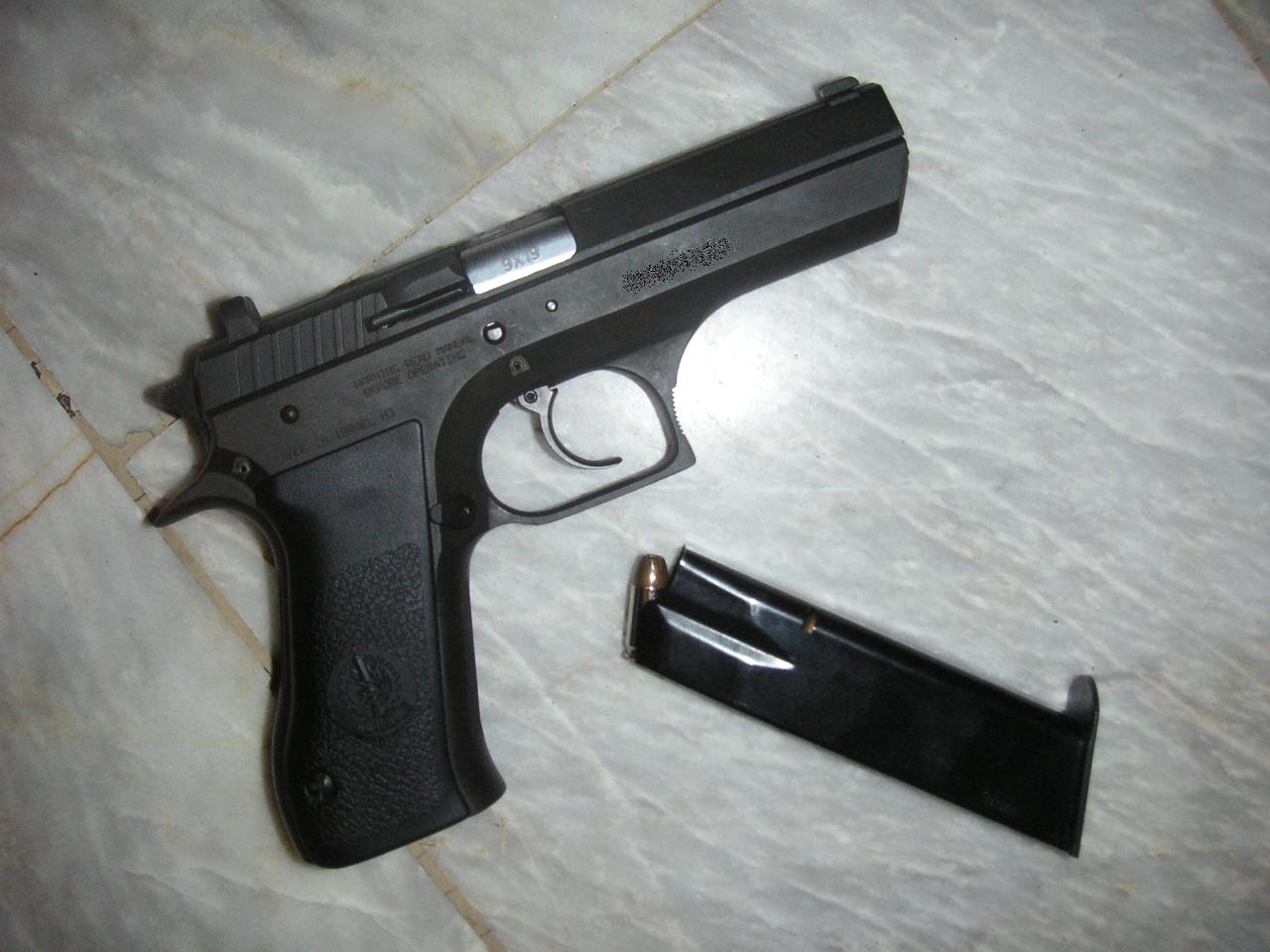
En la imagen, una Jericó 941 TF sin su cargador (que está a un lado)

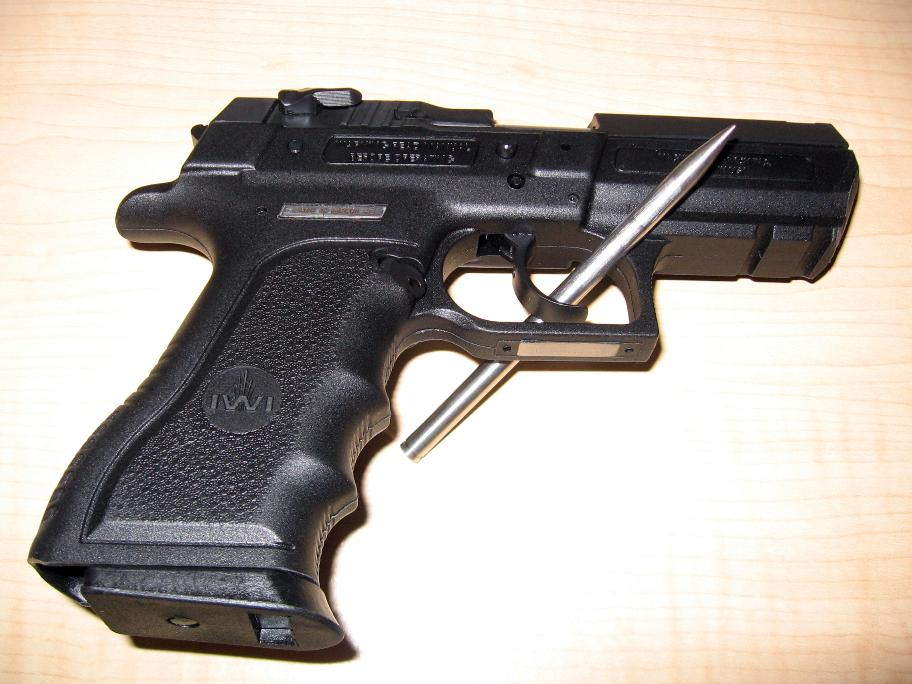
Una Jericó 941BE semicompacta con armazón de polímero

La introducción de la Jericó 941 también permitió el ingreso de un nuevo cartucho al mercado, el .41 Action Express (o conocido como .41 AE), que fue desarrollado en 1986. El cartucho .41 AE se desarrolló con el propósito único de usar las balas calibre 10,25 mm (0.410 pulgadas en la denominación estadounidense) y recrear con esta una fuerza y desempeño similar a la de la munición utilizada por las fuerzas de policía que usan el cartucho .41 Magnum. La Jericó originalmente viene empacada con dos juegos de cañones y correderas, uno para el calibre 9 mm y el otro para el calibre 10,25 mm. Desde que se introdujo el .41, este se pensó para que encajara (con pocas modificaciones del arma) en armas de calibre 9 mm, y así mismo el extractor y el percutor operan de manera similar para ambos cartuchos.
Mucho después de su lanzamienta al mercado civil de armas, el cartucho .40 Smith & Wesson aparece al consumidor. En términos de balística, el cartucho .40 S&W es ciertamente parecido en desempeño al .41 AE recargado (generalmente al recargar un cartucho de este calibre se usan las especificaciones más bajas dadas por el fabricante del cartucho .40 S&W), al tiempo que se sabe que las cartuchos .41 AE en venta son en realidad más potentes que los .40 S&W. Debido al enorme apoyo dado por los fabricantes estadouniudenses de armas y municiones, el cartucho .40 S&W prontamente sacó de la competencia al .41 AE y lo hizo descontinuar del mercado. La Jericó 941 estuvo en el mercado hasta un año antes de que su presentación en empaque con un juego de cañones de recambio (para pasar del calibre 9 mm al 10,25 mm) fuese distribuido, y la pistolas fueron así comercializadas posteriormente con cañones preinstalados en fábricas, eso sí; a gusto del cliente (que podía elegir el calibre 9 mm o el calibre 10 mm). Algunos expertos prefieren a la Jericó en calibre 10 mm por su fiabilidad, pero desde su lanzamiento la Jericó originalmente se diseñó para el mercado estadounidense con un cartucho más potente (el .41 AE), contraviniendo el hecho que algunos fabricantes que se mudaron a cañones para el más popular .40 S&W en el diseño de sus pistolas, previamente especificadas para el cartucho 9 x 19 Parabellum, y repitiendo los mismos fallos por el daño en las piezas del mecanismo del arma calibrados a las presiones de este o de balas de menor desempeño.
Una versión compacta posterior del arma, la Jericó 941, fue calibrada para el cartucho .45 ACP a partir del armazón de una pistola de calibre 9 mm. No se sabe a ciencia cierta si esto se extendería a las armas vendidas originalmente como Jericó calibre 10,25 mm/9 mm. Se dispuso sin autorización del fabricante en el mercado civil de armas de correderas y mangos para el cambio hacia el cartucho .45 ACP en la Jericó, al mismo tiempo el cartucho .45 ACP tiene un desempeño balístico mucho menor que el cartucho .41 AE, aparte de que el cañón original del arma para el cartucho .45 ACP es, sin ser necesario, mucho más largo para este cartucho. La hermana mayor de esta arma; La Desert Eagle no permite el uso de cierta clase de munición según páginas web en donde se dispone de su información, aunque algunos reportes han confirmado que bajo modificaciones extensivas hechas en el arma le permiten el usar este calibre (la versión del cartucho +P .45 ACP), como un cartucho defensivo.
Inicialmente las pistolas Jericó usaron cañones con estriado poligonal, de 6 estrías dextrógiras sin mecanizado y por microfundición, lo que en muchas ocasiones puede llegar a producir una ligera mejoría sobre el desempeño original de un cartucho haciéndolo adaptarse mejor al cañón y así incrementando su velocidad de salida. IMI se cambió en sus procesos de manufactura desde el 2005 para producir una versión del arma con un estriado más convencional hasta el año 2007.
La Jericó 941 en sus diversas versiones está actualmente en servicio con las Fuerzas de Seguridad de Israel.